# Родріго Мільяр
Родріго Мільяр (ісп. Rodrigo Millar, нар. 3 листопада 1981, Арауко) — чилійський футболіст, півзахисник мексиканського «Атласа» та національної збірної Чилі.

## Клубна кар'єра
У дорослому футболі дебютував 1999 року виступами за команду клубу «Уачіпато», в якій провів сім сезонів, взявши участь у 190 матчах чемпіонату. Більшість часу, проведеного у складі «Уачіпато», був основним гравцем команди.
Згодом з 2006 по 2008 рік грав за «Коло-Коло» та, на умовах оренди з останнього, за колумбійський «Онсе Кальдас».
2008 року повернувся з оренди до «Коло-Коло», після чого провів у його складі ще чотири сезони своєї ігрової кар'єри.
До складу мексиканського клубу «Атлас» з Гвадалахари приєднався 2013 року.

## Виступи за збірну
2002 року дебютував в офіційних матчах у складі національної збірної Чилі. Наразі провів у формі головної команди країни 28 матчів, забивши 2 голи.
У складі збірної був учасником розіграшу Кубка Америки 2004 року в Перу, чемпіонату світу 2010 року у ПАР, а також розіграшу Кубка Америки 2011 року в Аргентині.